# حزب النضال الديمقراطي الإندونيسي
حزب النضال الديمقراطي الإندونيسي هو حزب سياسي إندونيسي تأسس 1999، يتبنى أيدولوجية بانكسيلا اندونيسيا. فاز الحزب في انتخاب مجلش الشعب الممثل 2014.